# Accoppiamento fotoriduttivo
L'accoppiamento fotoriduttivo consiste in una reazione di dimerizzazione, fotocatalitica, osservabile quando un aril chetone si trova in presenza di un composto capace di formare un radicale stabilizzato per cessione di un H·. Un esempio è rappresentato dalla sintesi del pinacolo, (C6H5)2C(OH) C(OH)(C6H5)2, sfruttando benzofenone e un alcol secondario quale donatore di idrogeno.
Tutto il processo può essere schematicamente descritto in tre passaggi:
1. assorbimento di un quanto hν con conseguente passaggio allo stato eccitato dapprima come singoletto S1 e successivamente quale diradicale tripletto T1 (gli elettroni π del legame C=O sono implicati nell'assorbimento);
2. l'ossigeno del gruppo diradicalico ·C-O· strappa un H· al donatore e si forma un gruppo monoradicalico ·C-OH;
3. infine due molecole della specie precedentemente formatasi si legano, sfruttando l'elettrone spaiato, originando il dimero finale.